# 김호철 (조선민주주의인민공화국의 정치인)

김호철(생년미상~)은 조선민주주의인민공화국의 정치인이며, 조선사회민주당 중앙위원장 및 최고인민회의 상임위원회 부위원장이다.

## 생애
2022년 박용일이 사망 이후 공석이였던 조선사회민주당 중앙위원장직에 2023년에 선출되었다.